# Isotta Fraschini
Isotta Fraschini byla italská firma, která vyráběla osobní i nákladní automobily a motory pro lodě a letadla. Založili ji v roce 1900 v Miláně Cesare Isotta a tři bratři Fraschiniové (Vincenzo, Antonio a Oreste). Zpočátku opravovali a prodávali vozy Renault, v roce 1903 vyrobili první vlastní automobil. Značka Isotta Fraschini byla úspěšná na sportovním poli, Vincenzo Trucco s ní vyhrál v roce 1908 Targa Florio a Alfieri Maserati v roce 1922 zvítězil na autodromu Mugello.
V roce 1910 vznikl typ Isotta Fraschini Tipo KM, který byl s výkonem 119 koňských sil nejsilnějším vozem své doby. Od roku 1919 firma vyráběla osmiválec Isotta Fraschini Tipo 8, který se v různých obměnách stal jejím nejúspěšnějším modelem. Isotta Fraschini zavedla brzdy na všechna čtyři kola. Karoserie pro ni vyráběla firma Carrozzeria Castagna. Isotta Fraschini se zaměřila na luxusní vozy určené zejména pro severoamerický trh, o popularizaci značky se zasloužil Rudolph Valentino. Vozy Isotta Fraschini se objevily ve filmech Sbohem buď, lásko má a Sunset Blvd.
Velká hospodářská krize přinesla pokles zájmu o drahé automobily, fašistický režim pak nasměroval produkci firmy k potřebám armády. Výroba automobilů Isotta Fraschini byla ukončena v roce 1949. Na tradici navazuje firma Isotta Fraschini Motori v Bari, která je součástí skupiny Fincantieri. 
V devadesátých letech se skupina investorů pokusila o obnovení značky a vznikly koncepty T8 a T12, jejich výroba však nebyla zahájena.